# Оларашу, Габриэла
Габриэла Оларашу (рум. Gabriela Olăraşu, ур. Станчуи (рум. Stanciu), также Станчуи-Оларашу; 7 ноября 1964) — румынская шахматистка, гроссмейстер среди женщин (1997).

## Биография
В 1984 году в Катовице завоевала серебро на чемпионате Европы по шахматам среди юниоров в возрастной группе U20. Многократная участница чемпионатов Румынии по шахматам среди женщин, в которых завоевала в общей сложности четырнадцать медалей: шесть золотых (1988, 1989, 1993, 1996, 1999, 2003), четыре серебряных (1984, 1985, 1995, 2004) и четыре бронзовых (1987, 1994, 2001, 2002). Победительница многих международных турниров по шахматам среди женщин, в том числе в Бухаресте (1997), в Белграде (2005) и в Софии (2006). 
Представляла сборную Румынии на крупнейших командных шахматных турнирах:
- в шахматных олимпиадах участвовала восемь раз (1984—1990, 1996—1998, 2002—2004). В командном зачете завоевала две бронзовые (1984, 1986) медали. В индивидуальном зачете завоевала золотую (1986) медаль;
- в командном чемпионате Европы по шахматам участвовала в 2005 году.

## Изменения рейтинга
| Графики недоступны из-за технических проблем. См. информацию на Фабрикаторе и на mediawiki.org. |